# 佛利伍麥克
佛利伍麥克（英語：Fleetwood Mac）是一個英美搖滾樂團，1967年成立於倫敦。樂團成軍至今經歷多次團員變動，多次更換主唱與吉他手，但也因此不斷融入新的創作元素，在不同階段呈現出各有特色的音樂風格。
該團曾經歷過兩個顛峰時期，一是在60年代末期，在創團吉他手彼得·格林帶領下，該團成為英國頗受歡迎的藍調樂團；另一次是在1975年至80年代，由克莉絲汀·麥克維（鍵盤手）、林賽·白金漢（吉他手）及史蒂薇·妮克絲三人擔綱主唱，多元的音樂風格大受市場歡迎，讓佛利伍麥克成為搖滾天團之一。
佛利伍麥克的團名是以創團鼓手米克·佛利特伍德及貝斯手約翰·麥克維的姓氏組成，他們也是歷任團員中僅有的兩位從創團至今未曾離開過的成員。這兩人與早期成員彼得·格林、傑瑞米·斯賓塞、丹尼·基爾文，及70年代加入的克莉絲汀·麥克維、林賽·白金漢及史蒂薇·妮克絲，被認為是對佛利伍麥克的成就貢獻最大的成員。

## 歷史

### 彼得·格林 時期(1967–1970)

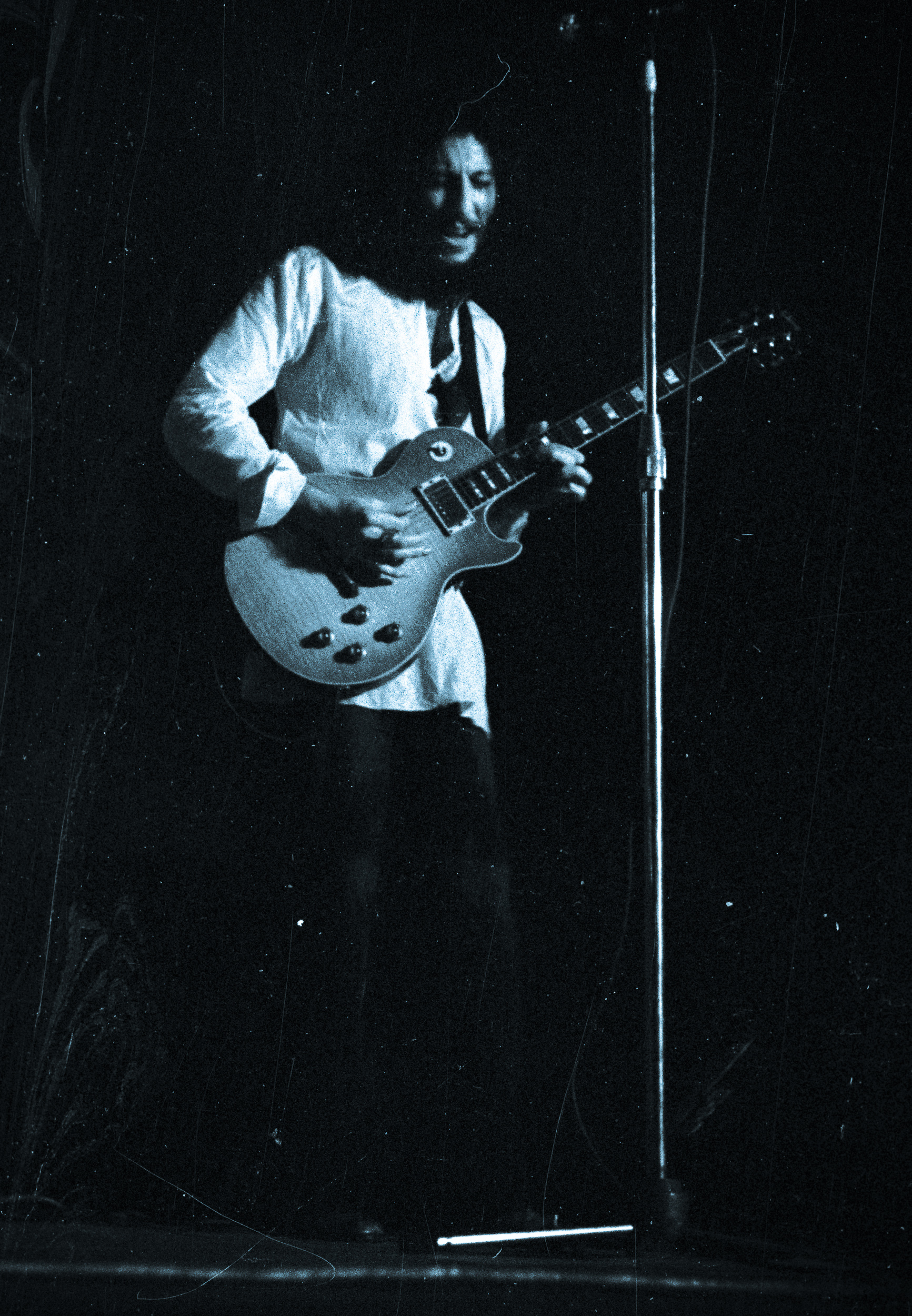
Peter Green（1970年）

1967年，來自英國知名藍調樂團John Mayall & the Bluesbreakers的彼得·格林、米克·佛利特伍德及約翰·麥克維，與吉他手傑瑞米·斯賓塞組成佛利伍麥克。1968年他們發行了第一張專輯Fleetwood Mac，在英國大受歡迎。同年他們推出第二張專輯Mr. Wonderful。
佛利伍麥克隨後增添一位新成員，吉他手丹尼·基爾文，並持續在歐美發行專輯。基爾文的獨特彈奏技巧改變了該團的純粹藍調風格，之後的創作也因此加入了更多搖滾樂的元素。1969年的Then Play On是該團發行的第一張搖滾風格專輯。
當樂團在歐洲大受歡迎時，創團始祖彼得·格林卻因為服用迷幻藥而導致精神狀況出了問題，於1970年離團。

### 過渡時期(1970–1975)
在這段時期，佛利伍麥克的團員變動極為頻繁，曲風則偏向民謠風格。格林離開後，基爾文和斯賓塞擔任樂團的主力，1970年他們發行了Kiln House專輯。此刻，之前也曾經為該團的專輯和聲、後來成為約翰·麥克維妻子的克莉絲汀·麥克維也正式加入，成為該團第一位女性成員。1970年佛利伍麥克發行了The Original Fleetwood Mac專輯，持續受到市場的歡迎。
1971年吉他手斯賓塞離團，鮑伯·沃爾奇隨後被邀請加入該團，並發行了Future Games專輯。他們逐漸在美國市場受到重視，也發行了一張名為Greatest Hits的精選集。1972年的專輯Bare Trees大受歡迎，克莉絲汀的演唱風格也廣受矚目。但此刻吉他手基爾文卻與團員逐漸交惡並因此被開除，新的吉他手鮑伯·韋斯頓填補了他的空缺。戴夫·沃克則短暫加入該團成為主唱之一，但隨即因風格不符被開除。
這段時間他們發行的幾張專輯，成績並不如以往。此外團員的關係更是緊張，約翰·麥克維的酗酒問題讓他與克莉絲汀的婚姻出現危機，韋斯頓和佛利特伍德的妻子發生緋聞，也讓他因此被開除。
在經歷了一次團名使用權爭議後，為了拓展發展空間，沃爾奇說服了其他團員將基地從英國搬至美國洛杉磯。1974年他們在LA發行了Heroes Are Hard to Find專輯，但隨後沃爾奇因感到長期的巡迴演唱使他的創作力衰退，也決定離開。

### 顛峰時期 (1975–1987)

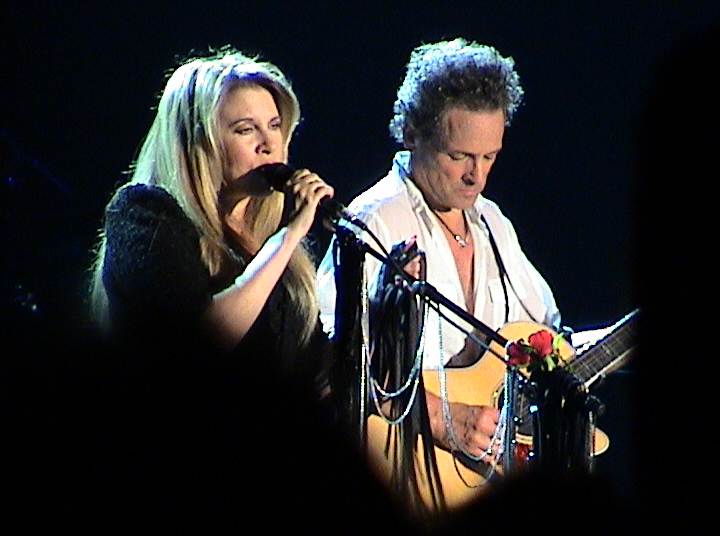
Stevie Nicks（左邊）與林賽·白金漢（2003年）

沃爾奇的離開，意外開啟了佛利伍麥克嶄新的一頁。剩餘的三名團員（佛利特伍德及麥克維夫婦）在加州招募新吉他手時遇見了才華洋溢的林賽·白金漢，立刻邀請他入團，白金漢也欣然同意，但條件是樂團必須接納他的音樂夥伴兼女友史蒂薇·妮克絲成為一份子，全新的五人組合自此誕生。白金漢的創作才華與妮克絲極富磁性的嗓音，搭配克莉絲汀原本的抒情風格，讓樂團的成就邁向了最高點。
1975年他們推出了全新同名專輯Fleetwood Mac，衝上排行榜榜首，單曲包括克莉絲汀的Over My Head和Say You Love Me、妮克絲的Rhiannon和Landslide。但在新專輯的成功之外，團員的私人生活則陷入一片混亂。麥克維夫婦婚姻觸礁，白金漢與妮克絲分手，佛利特伍德則與妻子進行離婚程序，團員們吸食藥物和酗酒問題更是逐漸嚴重。
儘管圍繞在濃厚的情緒壓力當中，1977年的專輯Rumours卻為樂團帶來前所未有的成功，成為當年葛萊美獎（Grammy Award）年度最佳專輯。單曲包括白金漢的Go Your Own Way與Second Hand News、妮克絲的Dreams、The Chain與Gold Dust Woman、克莉絲汀的Don't Stop與You Make Loving Fun都大受歡迎。這張專輯奠定了佛利伍麥克的歷史地位，也是他們最賣座的專輯，至今全球銷售超過四千萬張。
白金漢逐漸成為樂團的靈魂人物，1979年的新專輯Tusk，增添了更多屬於他的實驗性曲風，特別是與南加大（USC）鼓號樂隊合作的同名單曲Tusk，與克莉絲汀·麥克維的 Think About Me及妮克絲的Sara 等單曲皆登上排行榜。儘管創下銷售佳績，Tusk受歡迎的程度並不如前一張專輯Rumours。接下來一年多他們展開世界巡迴演唱，並在過程中錄製了1980年發行的Fleetwood Mac Live專輯。
在80年代初期，佛利伍麥克除了在1982年發行專輯Mirage之外，團員也各自推出個人專輯，包括妮克絲的Bella Donna(1981)、The Wild Heart(1983)及Rock a Little(1985)，白金漢的Law and Order(1981)、Go Insane(1984)，以及克莉絲汀的同名專輯(1984)，其中又以妮克絲最受到市場歡迎。
三位主唱單飛的成功，加上團員各自的酗酒、藥物成癮、家庭問題不斷，一度謠傳樂團即將解散。不過為了幫助鼓手佛利特伍德解決財務危機，他們在1987年推出了暢銷專輯Tango in the Night，讓樂團重新站上Rumours時期的顛峰。這張專輯包括四首排行榜單曲：克莉絲汀的Little Lies及Everywhere、妮克絲的Seven Wonders、白金漢的Big Love。

### 分裂時期 (1987–1997)
儘管Tango in the Night獲得商業上的成功，白金漢與其他團員的關係仍然十分緊張，他拒絕參加巡迴演唱，並很快地宣布退出樂團。在白金漢離團後， 比利·柏爾內特及瑞克·維托兩位新成員加入。這段期間佛利伍麥克的曲風轉趨抒情，但市場魅力不若以往。期間推出的專輯包括精選輯Greatest Hits(1988)、專輯Behind the Mask(1988)、及另一套精選輯25 Years – The Chain(1992)。1991年史蒂薇·妮克絲及瑞克·維托宣布離開。
1992年，美國民主黨總統候選人柯林頓選擇佛利伍麥克在1977年的暢銷曲Don't Stop為競選主題曲，並在1993年的就職典禮邀請白金漢、妮克絲、麥克維夫婦以及佛利特伍德一起表演這首歌曲。這是自白金漢離團後，五位主要成員第一次公開演出，但這並沒有促成樂團的黃金陣容再次合作。
1993年比利·柏爾內特請辭後，佛利特伍德與麥克維夫婦持續招募新的團員，包括貝卡·布拉姆萊特、戴夫·梅森。1995年他們發行了一張並不成功的專輯Time之後，克莉絲汀·麥克維宣布離開，佛利伍麥克形同正式解散。

### 復出時期 (1997–2014)

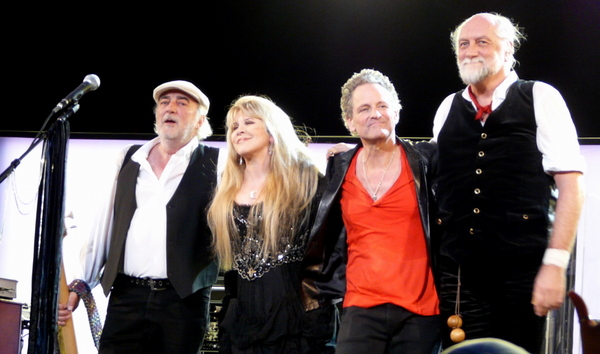
佛利伍麥克（2009年）

樂團解散後，白金漢在自己的創作中邀請佛利特伍德擔任鼓手，接著約翰·麥克維也加入彈奏貝斯，隨即克莉絲汀·麥克維參與和聲。此外白金漢及妮克絲也共同創作了一首電影原聲帶歌曲Twisted。突然間，當年顛峰時期的五人陣容發現，儘管彼此的關係曾經強烈對峙，但他們仍然可以一起創作。
他們在1997年舉辦了一場室內演唱會，並灌錄成為一張現場演唱專輯The Dance。這是該團在Tango in the Night之後，15年來第一張冠軍專輯，銷售超過500萬張，隨後的巡迴演唱也十分成功。這張專輯並讓他們獲得1998年葛萊美獎最佳流行樂團的提名。
1998年，佛利伍麥克及團員米克·佛利特伍德、約翰·麥克維、克莉絲汀·麥克維、史蒂薇·妮克絲、林賽·白金漢、彼得·格林、傑瑞米·斯賓塞及丹尼·基爾文被列入搖滾名人堂（Rock and Roll Hall of Fame）。
克莉絲汀·麥克維於1998年便宣布不再參與樂團的巡迴演出。2003年佛利伍麥克推出Say You Will專輯，由妮克絲和白金漢擔任主唱工作，克莉絲汀僅擔任鍵盤手並參與和聲。自此至2010年，他們舉辦了數次巡迴演唱，並出版了精選輯The Very Best of Fleetwood Mac。2013年，樂團推出細碟Extended Play。

### “謠言”再起：白金漢二度求去 (2014–2018)
2014年，克莉絲汀·麥克維宣布回歸樂團，並參與巡迴演唱。2017年，克莉絲汀和林賽·白金漢共同推出新作Lindsey Buckingham Christine McVie，其餘團員米克·佛利特伍德及約翰·麥克維亦參與了專輯的製作。
然而，2018年4月，突然傳出林賽·白金漢再次離開樂團的新聞。據消息透露，白金漢因不願參與樂團未來的巡迴演唱會，遂決定與樂團分道揚鑣，另有消息表示樂團先開除了白金漢，但以上說法目前仍未獲得證實。樂團宣布尼爾·菲恩及麥克·坎貝爾將替代白金漢加入樂團巡迴演唱。
4月25日，樂團接受CBS新聞採訪，佛利特伍德證實了白金漢的離團原因，並稱此如同一場“婚姻的結束”。之後，白金漢亦於個人演出中提到此事，認為樂團的分裂已使彼此迷失了方向，並對樂團多年來的成就造成傷害。2018年6月8日，前吉他手丹尼·基爾文在家中辭世，享年68歲，樂團也發文哀悼。
2020年7月25日，創團始祖彼得·格林於睡夢中逝世，享年73歲。
2022年12月1日，克莉絲汀·麥克維因病去世，享年79歲。

## 成員

### 現任成員
- 米克·佛利特伍德 – 鼓、打擊樂器 (1967–1995、1996–現在)
- 約翰·麥克維 – 貝斯 (1967–1995、1996–現在)
- 克莉絲汀·麥克維 – 鍵盤、鋼琴、合成器、主唱 (1970–1995、1996–1998、2014–2022)
- 史蒂薇·妮克絲 – 主唱、鈴鼓 (1974–1991、1996–現在)

### 前成員
- 林賽·白金漢 – 吉他、主唱、鍵盤 (1974–1987、1996–2018)
- 傑瑞米·斯賓塞 – 滑音管吉他、主唱、鋼琴 (1967–1971)
- 彼得·格林 – 吉他、主唱、口琴 (1967–1970、1971)
- Bob Brunning – 貝斯 (1967)
- 丹尼·基爾文 –  吉他、主唱 (1968–1972)
- Bob Welch – 吉他、主唱 (1971–1974)
- Bob Weston – 吉他、主唱、口琴 (1972–1973)
- Dave Walker – 主唱、口琴 (1972–1973)
- Billy Burnette – 吉他、主唱 (1987–1993、1994–1995 )
- Rick Vito – 吉他、主唱 (1987–1991)
- Bekka Bramlett – 主唱 (1993–1995)
- Dave Mason – 吉他、主唱 (1993–1995)

## 錄音室專輯
| - 《Fleetwood Mac》（1968年2月24日） - 《Mr. Wonderful》（1968年8月23日） - 《Then Play On》（1969年9月19日） - 《Kiln House》（1970年9月218日） - 《Future Games》（1971年9月3日） - 《Bare Trees》（1972年5月） - 《Penguin》（1973年3月） - 《Mystery to Me》（1973年10月15日） - 《Heroes Are Hard to Find》（1974年9月13日） | - 《Fleetwood Mac》（1975年7月） - 《Rumours》（1977年2月4日） - 《Tusk》（1979年10月12日） - 《Mirage》（1982年6月18日） - 《Tango in the Night》（1987年4月13日） - 《Behind the Mask》（1990年4月9日） - 《Time》（1995年10月10日） - 《Say You Will》（2003年4月15日） |